# Edward Feser
Edward Feser, född 1968, är en amerikansk filosof och författare.
Feser är docent i filosofi vid Pasadena City College i Pasadena i Kalifornien.